# Marcus Imbsweiler
Marcus Imbsweiler (* 1967 in Saarbrücken) ist ein deutscher Schriftsteller und Musikredakteur.

## Leben
Imbsweiler wuchs in Limbach bei Homburg auf. Sein Studium der Germanistik, Geschichte, Philosophie und Musikwissenschaften absolvierte er zunächst in Tübingen, dann in Heidelberg, wo er heute noch lebt. Neben seiner Tätigkeit als Schriftsteller und freier Musikredakteur ist er als Marathon- und Langstreckenläufer erfolgreich (mehrfacher deutscher Altersklassenmeister über Langdistanzen).

## Werk
- Bergfriedhof. Gmeiner-Verlag 2007. ISBN 978-3-89977-742-0
- König von Wolckenstein. Roman. Conte Verlag 2007. ISBN 978-3-936950-57-1
- Schlussakt. Kollers zweiter Fall. Gmeiner-Verlag 2008. ISBN 978-3-89977-781-9
- Verwandte auf dem Mars. Eine Familie in Geschichten. Conte Verlag 2008, ISBN 978-3-936950-58-8
- Altstadtfest. Kollers dritter Fall. Gmeiner-Verlag 2009. ISBN 978-3-8392-1001-7
- Der dicke Fisch von Wolckenstein. Teil 2 der Wolckenstein-Chronik. Conte Verlag 2009. ISBN 978-3-941657-05-2
- Butenschön. Kollers vierter Fall. Gmeiner-Verlag 2010. ISBN 978-3-8392-1106-9
- Frontsignale. Komponieren in Zeiten des Krieges. Conte Verlag 2010. ISBN 978-3-941657-20-5
- als Peter Paradeiser: Himmelreich und Höllental. Ein fantastischer Schwarzwald-Krimi. Gmeiner-Verlag 2011. ISBN 978-3-8392-1121-2
- Die Erstürmung des Himmels. Ein Franz-Liszt-Roman. Meßkirch: Gmeiner-Verlag, 2011. 369 S. ISBN 978-3-8392-1213-4
- Schlossblick. Kollers fünfter Fall. Gmeiner-Verlag 2012. ISBN 978-3-8392-1242-4
- Glücksspiele. Kollers sechster Fall. Gmeiner-Verlag 2012. ISBN 978-3-8392-1311-7
- Heidelberg auf die kriminelle Tour. Wellhöfer-Verlag 2012. ISBN 978-3-95428-115-2
- Geyers Schädel. Eine Kapitulation. Roman. Conte Verlag 2013. ISBN 978-3-941657-82-3
- Dreamcity. Kollers siebter Fall. Gmeiner-Verlag 2014. ISBN 978-3-8392-1524-1
- Abschiedstour. Kollers achter Fall. Gmeiner-Verlag 2015. ISBN 978-3-8392-1739-9
- 55. Kriminalroman. Conte Verlag 2015. ISBN 978-3-95602-076-6
- Luna Tours. Drei Theaterstücke. Gmeiner Verlag 2016. ISBN 978-3-7349-9219-3
- Ei mit Schuss. Kriminalroman. Gmeiner Verlag 2017. ISBN 978-3-8392-2030-6
- Spätlese. 12 Monatskrimis mit Max Koller. Gmeiner Verlag 2017. ISBN 978-3-8392-2128-0
- Fjordmusik. Roman. Conte Verlag 2018. ISBN 978-3-95602-134-3
- Achtundachtzig. Kriminalroman. Conte Verlag 2018. ISBN 978-3-95602-150-3
- Kabinett der Grazien. Komponistenerzählungen. Conte Verlag 2020. ISBN 978-3-95602-211-1
- Schwerelos. Theaterstück. Theaterverlag Hofmann-Paul 2022
- Heidelbergblues. Kollers neunter Fall. Gmeiner-Verlag 2022. ISBN 978-3-8392-0266-1
- Beziehungszauber – Klassische Meisterwerke unter der Lupe – gemeinsame Publikation mit Timo Jouko Herrmann. J. S. Klotz Verlagshaus 2024. ISBN 978-3-949763-69-4
- Heidelbergtief. Kollers zehnter Fall. Gmeiner-Verlag 2025. ISBN 978-3-8392-0784-0

## Auszeichnungen
- 2006 2. Platz beim Saar06 Drehbuchwettbewerb für das Drehbuch Die Achse des Bösen.